# Tipsport liga 2010
Zimní Tipsport liga 2010 je třetí ročník tohoto turnaje po změně názvu. Turnaj se koná ve dnech od 7. ledna do 24. ledna v šesti městech České republiky a Slovenska. Turnaje se účastní 24 klubů zařazených do šesti skupin.

## Účastníci
- Bohemians 1905
- Viktoria Žižkov
- FK Baumit Jablonec
- FC Dukla Praha
- Viktoria Plzeň
- 1. FK Příbram
- SK Dynamo České Budějovice
- FK Baník Sokolov
- FK Teplice
- SK Kladno
- FK Ústí nad Labem
- Dynamo Drážďany
- 1. FC Brno
- SK Sigma Olomouc
- FC Tescoma Zlín
- 1. FC Slovácko
- FC Artmedia Petržalka
- FK Senica
- FC Vysočina Jihlava
- AS Trenčín
- MŠK Žilina
- Tatran Liptovský Mikuláš
- MFK Dubnica
- MŠK Žilina B

pozn: Tým MŠK Žilina B nahradil polský tým Odra Wodzislaw, který ze soutěže odstoupil 7.1.2010.

## Hostující města
| Město      | Skupina | Stadion                                      | Zápasy                          |
| Praha      | A       | sport. areál SK Slavia Praha                 | čtvrtfinále, semifinále, finále |
| Brno       | D       | Sport. cent. Brno-Ivanovice                  | čtvrtfinále                     |
| Plzeň      | B       | sport. areál FC Viktoria Plzeň v Luční ulici |                                 |
| Děčín      | C       | hř. FK Junior Děčín                          |                                 |
| Bratislava | E       | sport. areál Inter Bratislava                |                                 |
| Žilina     | F       | hř. Žilina - Strážov                         |                                 |

## Skupiny

### Skupina A
| #  | Tým                | Z | V | R | P | +  | - | B |
| 1. | FK Baumit Jablonec | 3 | 3 | 0 | 0 | 12 | 4 | 9 |
| 2. | FC Dukla Praha     | 3 | 1 | 1 | 1 | 4  | 8 | 4 |
| 3. | Bohemians 1905     | 3 | 1 | 0 | 2 | 3  | 4 | 3 |
| 4. | FK Viktoria Žižkov | 3 | 0 | 1 | 2 | 1  | 4 | 1 |

| 7. ledna 2010 16:30 CET |       |                |                                                                |
| FC Dukla Praha          | 1 - 0 | Bohemians 1905 | sportovní areál Eden, Praha diváci: 300 rozhodčí: Pavel Franěk |
| Tomáš Kulvajt 42'       |       |                | sportovní areál Eden, Praha diváci: 300 rozhodčí: Pavel Franěk |

| 9. ledna 2010 11:00 CET                                                                                                 |       |                                            |                                                                   |
| FK Baumit Jablonec | 7 - 2 | FC Dukla Praha                             | sportovní areál Eden, Praha diváci: 80 rozhodčí: Drahoslav Drábek |
| Jan Kovařík 12' Pavel Eliáš 15' vlastní Vorel 24' Tomáš Michálek 34' Anes Haurdič 54' Jan Vošahlík 58' Anes Haurdič 86' |       | 41' (pen) Jan Svatonský 77' Marek Hanousek | sportovní areál Eden, Praha diváci: 80 rozhodčí: Drahoslav Drábek |

| 13. ledna 2010 15:30 CET |         |                                   |                             |
| FK Viktoria Žižkov       | (0 - 2) | FK Baumit Jablonec                | sportovní areál Eden, Praha |
|                          |         | 58' David Lafata 64' David Lafata | sportovní areál Eden, Praha |

| 16. ledna 2010 11:00 CET |       |                    |                                                                    |
| Bohemians 1905           | 1 - 0 | FK Viktoria Žižkov | sportovní areál Eden, Praha diváci: 350 rozhodčí: Drahoslav Drábek |
| Vladimír Bálek 21'       |       |                    | sportovní areál Eden, Praha diváci: 350 rozhodčí: Drahoslav Drábek |

| 17. ledna 2010 11:00 CET             |       |                                                  |                                                     |
| Bohemians 1905                       | 2 - 3 | FK Baumit Jablonec                               | sportovní areál Eden, Praha rozhodčí: Libor Kovařík |
| Martin Kotyza 79' Aziz Ibragimov 84' |       | 1' David Lafata 67' Jan Kovařík 76' Jan Vošahlík | sportovní areál Eden, Praha rozhodčí: Libor Kovařík |

| 17. ledna 2010 13:30 CET |       |                    |                                                                    |
| FC Dukla Praha           | 1 - 1 | FK Viktoria Žižkov | sportovní areál Eden, Praha diváci: 100 rozhodčí: Pavel Ochotnický |
| Tomáš Kulvajt 75'        |       | 79' Tomáš Matějka  | sportovní areál Eden, Praha diváci: 100 rozhodčí: Pavel Ochotnický |

### Skupina B
| 9. ledna 2010 11:00 CET                             |       |               |                                              |
| FC Viktoria Plzeň                                   | 3 - 0 | 1. FK Příbram | areál Luční ulice, Plzeň rozhodčí: Jan Jílek |
| David Střihavka 51' Marek Bakoš 63' Marek Bakoš 81' |       |               | areál Luční ulice, Plzeň rozhodčí: Jan Jílek |

| 10. ledna 2010 11:00 CET |       |                                                     |                                                                 |
| FK Baník Sokolov         | 1 - 3 | SK Dynamo České Budějovice                          | areál Luční ulice, Plzeň diváci: 60 rozhodčí: Ladislav Benedikt |
| Pavel Javorský 33'       |       | 27'Martin Jasanský 67'Ľubomír Meszároš 78'Petr Šíma | areál Luční ulice, Plzeň diváci: 60 rozhodčí: Ladislav Benedikt |

### Skupina E
| 9. ledna 2010 10:30 CET                     |       |                                                                                          |                                                                              |
| MFK Petržalka                               | 2 - 5 | AS Trenčín                                                                               | sport. areál Inter Bratislava, Bratislava diváci: 80 rozhodčí: Richard Trutz |
| Branislav Fodrek 81' (pen) Andrej Hodek 86' |       | Peter Čögley 26' František Kubík 35' Jorge Salinas 50' Jorge Salinas 67' Fanendo Adi 78' | sport. areál Inter Bratislava, Bratislava diváci: 80 rozhodčí: Richard Trutz |